# Watch Condition
Watch Condition (engl. Sichtungszustand), auch mit WATCHCON abgekürzt, ist ein vierstufiges Alarmsystem von Warnstufen, das gemeinsam von den Südkoreanischen Streitkräften und dem Verteidigungsministerium der Vereinigten Staaten genutzt wird, um die Kapazität der militärischen Aufklärung zu koordinieren. Grundsätzlich wird es bezüglich nordkoreanischer Angelegenheiten eingesetzt.

## Die vier WATCHCON-Stufen
- WATCHCON 4 in Kraft in Friedenszeiten.
- WATCHCON 3 in Kraft, wenn Anzeichen für eine erheblich bedrohliche Situation bestehen.
- WATCHCON 2 in Kraft, wenn Anzeichen für eine lebensbedrohliche Situation bestehen.
- WATCHCON 1 in Kraft in Kriegszeiten.